# HD221098
HD221098 — хімічно пекулярна зоря спектрального класу A4, що має видиму зоряну величину в смузі V приблизно  8,3.
Вона  розташована на відстані близько 785,9 світлових років від Сонця.